# 科譽

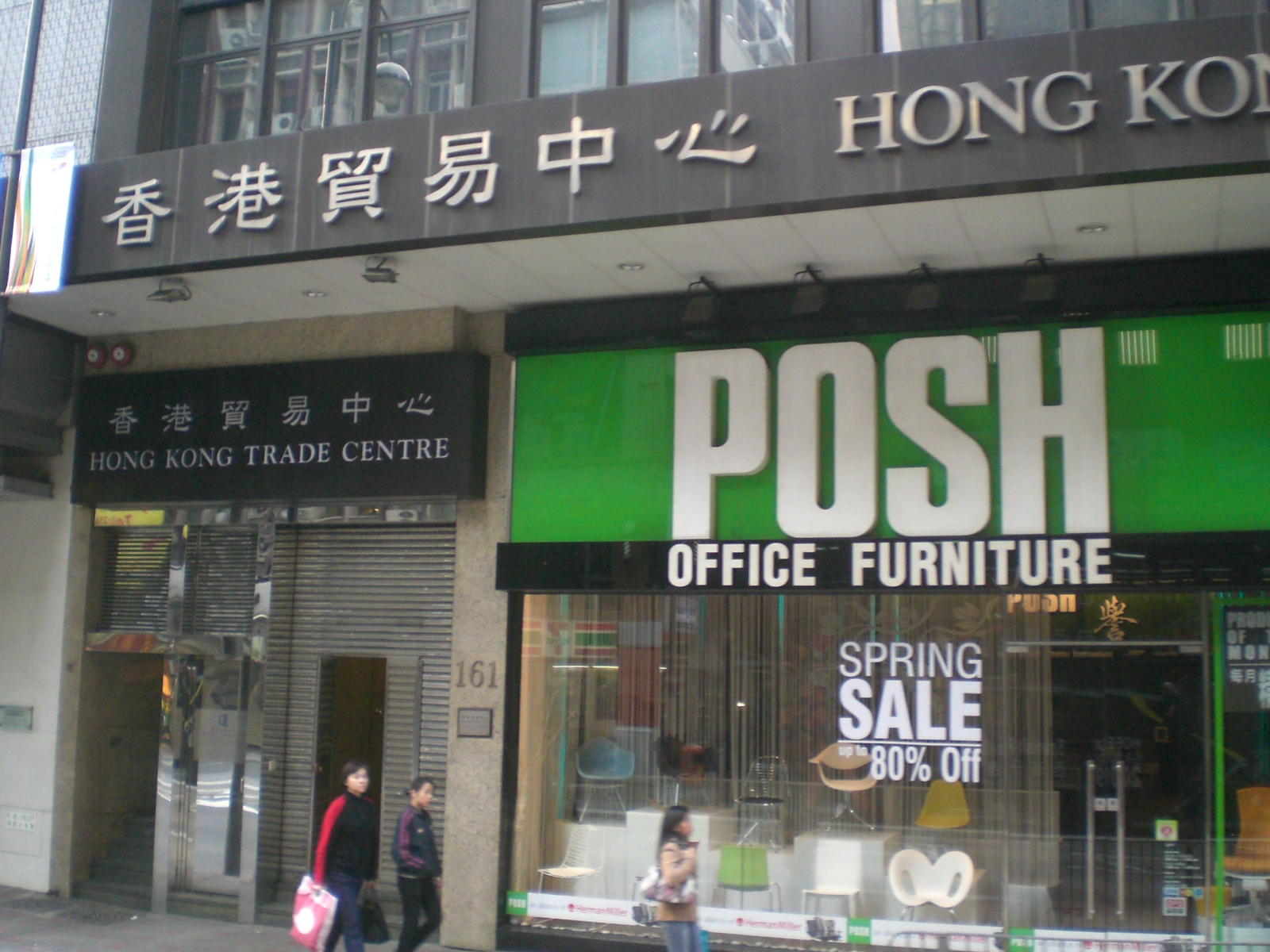
科譽 POSH，中環德輔道中分店

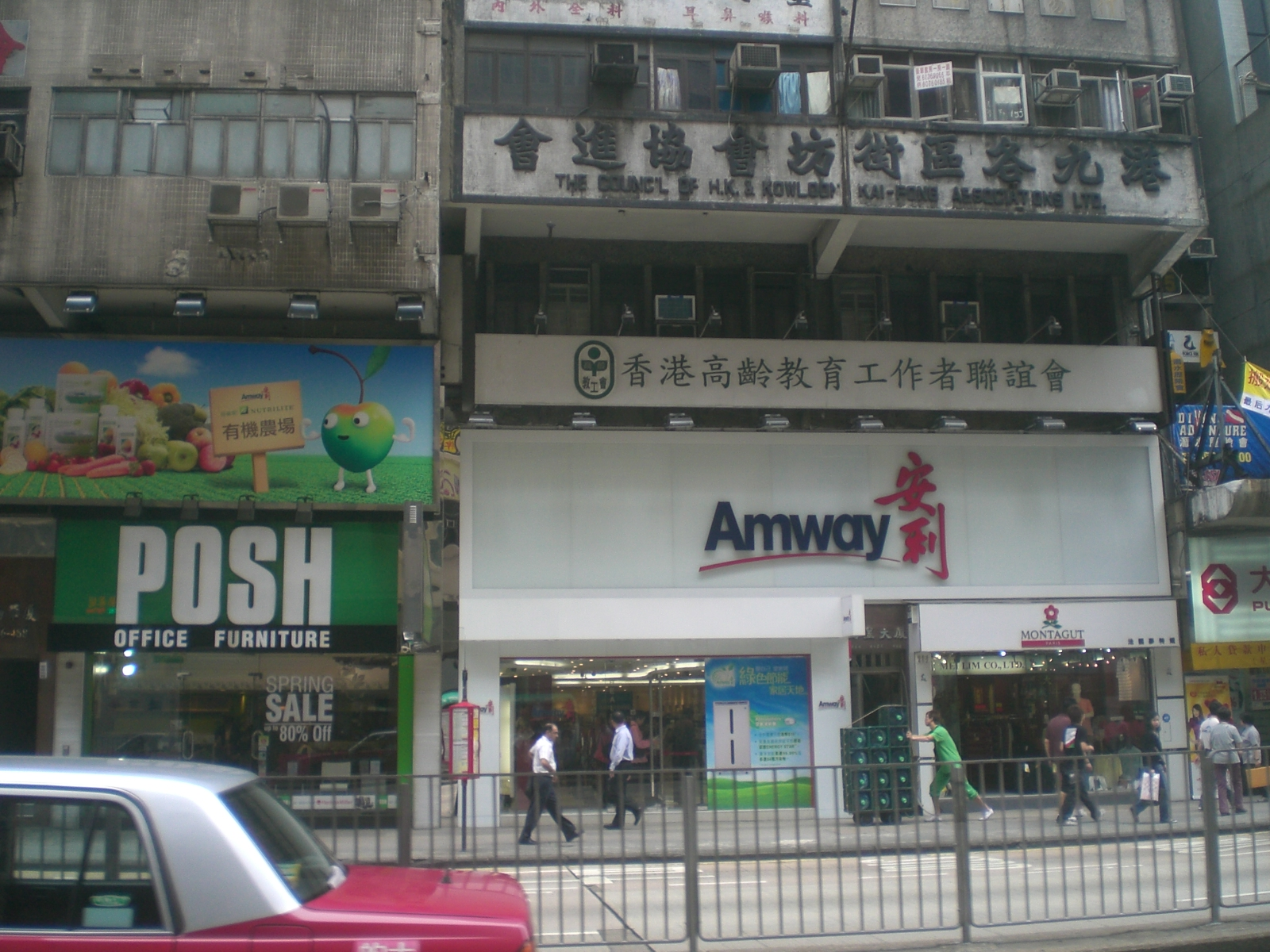
科譽 POSH，九龍油麻地分店已於2013年2月10日結業

科譽（香港）有限公司（英文名：POSH Office Systems（Hong Kong）Ltd.），POSH命名源於: Project Office de Sun Hing，簡稱 POSH， 科譽的前身是一間香港公司新興鋼具廠有限公司 （Sun Hing Steel Furniture Factory Ltd.），創立於1959年。科譽在1959年於香港成立有限公司，並以POSH為註冊商標，銷售、研發及設計時尚辦公室傢具。
科譽的創辦人、首任主席、行政總裁兼首席執行官是嚴志明。在1990年代起與美國上市公司MillerKnoll合作，互相協助開發大中華市場分銷網絡。現時科譽（中國）在中國大陸的產品陳列室包括在北京、南京、上海、杭州、西安、寧波、成都、東莞、昆明、深圳、廣州等城市。
科譽的香港總部及旗艦展示中心設於灣仔皇后大道東183號合和中心，而香港陳列室包括在灣仔軒尼詩道、中環香港貿易中心及中環前荷李活道已婚警察宿舍元創方。科譽的香港倉庫及物流中心位於鴨脷洲海灣工業中心，而生產基地在中國大陸東莞及中國大陸寧波。
2011年3月11日美國MillerKnoll正式收購科譽。
2014年6月1日科譽宣佈即日起嚴志明將退任科譽主席、行政總裁及首席執行官職務，只保留首席設計師一職，科譽行政總裁職務由美國MillerKnoll亞太區副總裁Mr. Jeremy Hocking暫代兼任。科譽營業總監鄭敏堅擢升為商務總監，管理科譽所有銷售工作，科譽其他主要部門，包括﹕行政、營運、市場策劃及產品管理等均由美國MillerKnoll的亞太區所屬範疇總監兼任主管。

## 客戶（部分）
- 新華通訊社  （页面存档备份，存于）
- 鳳凰衛視 [永久]
- 恆生銀行 [永久]
- 匯豐銀行 [永久]

## 產品
在香港電影《無間道》中，香港警察寫字樓所採用的傢具為POSH出品。尤其男主角之一的劉健明所坐的大班椅。

## 嚴志明资产
- 君臨天下2座77、78樓C室，面積2257方呎，1.241億元成交，呎價5.5萬元

## 在香港的市場對手
- Lamex＿
- 歐化傢俬

## 外部連結
- 科譽官網 （页面存档备份，存于）